# Pramiracetam
El Pramiracetam es un nootrópico derivado del piracetam más eficaz con dosis más bajas. Pertenece a los nootrópicos de la familia de las racetam, y es conocido por el nombre comercial Remen (Parke-Davis), Neupramir (Lusofarmaco) o Pramistar (Firma). El pramiracetam se utiliza fuera de sus indicaciones oficiales para una amplia gama de aplicaciones terapéuticas. No ha sido aprobado para ningún uso en concreto por parte de la Administración de Alimentos y Medicamentos ni por la Agencia Europea de Medicamentos.
Algunos ensayos clínicos demuestran que el pramiracetam podría ser un tratamiento potencial para la pérdida de memoria asociada a la enfermedad de Alzheimer. y para déficit cognitivo resultante de traumatismo craneoencefálico.

## Historia
Fue desarrollado por Parke-Davis a finales de 1970. La primera patente apareció en 1978 en Bélgica y en 1979 en Norteamérica.